# Cortazar (Guanajuato)
Cortazar (Guanajuato) é um município do estado de Guanajuato, no México.